# Hugo López-Gatell
Hugo López-Gatell Ramírez (Ciudad de México, 22 de febrero de 1969) es un médico internista, epidemiólogo, investigador, profesor y funcionario mexicano. Desde el 1 de diciembre del 2018 hasta el 26 de septiembre de 2023, fue titular de la Subsecretaría de Prevención y Promoción de la Salud, en la Secretaría de Salud de México.
En 2020 obtuvo relevancia en la vida pública de su país al encabezar las medidas gubernamentales para enfrentar la pandemia de COVID-19.

## Biografía
Hugo López-Gatell es nieto de Francisco López-Gatell Comas, un ingeniero y militar español de ascendencia judía y nacido en Cataluña en 1897. López-Gatell Comas fue parte de la oposición al franquismo, por lo que luego de la derrota republicana se refugió en Francia, donde luchó contra los nazis y terminó en un campo de concentración del que eventualmente logró huir luego de ofrecerse a traducir al francés una orden recibida escrita en español.
Después de lograr escapar, Francisco López-Gatell Comas huyó a México para unirse con su esposa, Mercedes Trujillo Luis, y con sus tres hijos, Francisco, Alfonso y José María; que previamente habían escapado y llegado a México como exiliados republicanos.
Hugo López-Gatell Ramírez nació el 22 de febrero de 1969 en la Ciudad de México, hijo del matrimonio compuesto por Francisco López-Gatell Trujillo, un químico nacido en Tarragona en 1925 y que posteriormente se tituló como médico cirujano y se graduó como urólogo por el Hospital General de Massachusetts, y de la enfermera mexicana Margarita Ramírez Duarte. Sus padres ejercieron su profesión en el Centro Médico Nacional 20 de Noviembre, donde ambos se conocieron.
A los seis años estudió en el Colegio Madrid, una institución educativa conocida en México por ser fundada por republicanos españoles exiliados.
En la década de 1980, López-Gatell formó parte de una banda de rock progresivo llamada «Cantera, la longitud de onda perfecta», en la que tocaba la flauta. En dicha banda López-Gatell participó junto a quienes luego serían miembros fundadores de las bandas La Gusana Ciega y Santa Sabina.
Hugo López-Gatell estuvo casado con la economista mexicana Arantxa Colchero. El matrimonio duró más 25 años, desde la primera mitad de la década de 1990 hasta 2019, año en el que se separaron.

### Trayectoria académica
López-Gatell ingresó a la Universidad Nacional Autónoma de México, donde se graduó como médico en 1994. Cuenta con una especialidad en medicina interna por el Instituto Nacional de Ciencias Médicas y Nutrición Salvador Zubirán, que realizó en el 2000; una maestría en ciencias médicas, odontológicas y de la salud por la Universidad Nacional Autónoma de México y un posdoctorado en epidemiología, que realizó en la Bloomberg School of Public Health de la Universidad Johns Hopkins, obtenido en el 2006. Durante su posdoctorado, realizó un estudio prospectivo sobre el efecto de la tuberculosis sobre la supervivencia de hombres infectados con VIH, el cual se publicó como artículo en el 2008.
Como investigador, ha escrito y participado en 40 investigaciones, y en el 2020 había sido citado un estimado de 6457 veces. Ha integrado comisiones editoriales de revistas científicas como Global Health Action. Co-Action Publishing, del Umeå Centre for Global Health Research; la American Journal of Tropical Medicine and Hygiene, de la American Society of Tropical Medicine and Hygiene; AIDS (órgano oficial de la Sociedad Internacional de SIDA) y la revista académica del Instituto Nacional de Ciencias Médicas y Nutrición Salvador Zubirán (INCMNSZ). Fue elegido en el Comité de expertos del Reglamento Sanitario Internacional (RSI) por la Organización Mundial de la Salud (OMS). Participará en este grupo por un periodo de cuatro años.

### Servidor público
De 1998 a 1999 fue jefe de médicos residentes en el INCMNSZ, sitio en donde de 1999 al 2001 fue médico especialista. Del 2013 al 2018, fue director de Innovación en Vigilancia y Control de Enfermedades Infecciosas, en el Instituto Nacional de Salud Pública de México, y del 2008 al 2012 fue director general adjunto de Epidemiología en la Secretaría de Salud. En ese cargo, lideró la creación del Sistema Nacional de Vigilancia Epidemiológica (Sinave), una reingeniería del sistema de salud público mexicano orientada a la "captura, análisis y emisión de reportes" de vigilancia epidemiológica y a detectar brotes en el país de manera temprana. Desde el primero de diciembre del 2018, y en la actualidad, ejerció el cargo de titular de la Subsecretaría de Prevención y Promoción de la Salud de la Secretaría de Salud.

### Comités técnicos
- Presidente del Consejo Directivo. Migrant Clinicians Network (MCN)— 2016 – 2017
- Vicepresidente Misión Conjunta de Evaluación del Programa de Vigilancia Epidemiológica de la India. Gobierno de la India. Organización Mundial de la Salud
- Miembro del Grupo Técnico de Alerta Temprana y Vigilancia Epidemiológica, Reglamento Sanitario Internacional. Organización Mundial de la Salud
- Presidente de la Comisión de Metodología. Comité de Investigación del Centro Nacional de Vigilancia Epidemiológica y Control de Enfermedades (Cenavece)
- Miembro del Consejo Directivo. Migrant Clinicians Network, Inc. (MCN)— 2008 - 2015
- Vocal de la Comisión de Salud. Programa Iberoamericano de Ciencia y Tecnología para el Desarrollo (CYTED)— 2008 - 2011

## Premios y reconocimientos
- Miembro del Sistema Nacional de Investigadores de México, 2008.[1]

## Controversias
Durante su conferencia matutina del 16 de marzo, el presidente Andrés Manuel López Obrador fue cuestionado por una reportera sobre el contacto físico que mantenía con personas de comunidades marginales durante sus giras y cuando se haría una prueba de COVID-19.
El presidente le pidió a Hugo López-Gatell que aclarara lo que fuera necesario, a lo que este último respondió, entre otros asuntos, que:

Le voy a decir una cosa muy pragmática: casi sería mejor que padeciera coronavirus, porque lo más probable es que él en lo individual, como la mayoría de las personas, se va a recuperar espontáneamente y va a quedar inmune y entonces ya nadie tendría esta inquietud sobre él.

La reportera reiteró su pregunta agregando que:

Nada más una precisión. No es que se esté diciendo que a todos se les haga, la pregunta era con el presidente porque al final de cuentas por las actividades. Entonces, la duda es: si llegara a ser portador y va a las zonas, como usted mencionaba, de alta marginación ¿podría contagiar de alguna manera o no como portador?

A esto, López-Gatell respondió:

La fuerza del presidente es moral, no es una fuerza de contagio, en términos de una persona, un individuo que pudiera contagiar a otros. El presidente tiene la misma probabilidad de contagiar que tiene usted o que tengo yo, y usted también hace recorridos, giras y está en la sociedad. El presidente no es una fuerza de contagio. Entonces, no, no tiene por qué ser la persona que contagie a las masas; o al revés, como lo dije antes, o al revés.

Lo anterior levantó una controversia, que incluyó una petición de legisladores del Partido Acción Nacional para remover a López-Gatell de su cargo y la petición del mismo funcionario a no involucrarlo en asuntos políticos.